# François Labande
Pour les articles homonymes, voir Labande.
François Labande, né le 11 mai 1941 à Toulon et mort le 20 mars 2025 à Briançon, est un alpiniste, écologiste et écrivain français.
Il est cofondateur de la section française de l'ONG Mountain Wilderness et auteur de nombreux topo-guides d'alpinisme, de ski de randonnée et de randonnée pédestre, ainsi que d'ouvrages de réflexion sur la pratique de l'alpinisme et la protection des grands espaces libres de la montagne.

## Biographie

### Formation
Très jeune, François Labande se prend de passion pour les montagnes de l'Oisans. Il est diplômé de l'école d'ingénieur Supélec (promotion 1963), puis devient professeur de mathématiques,.

### Alpiniste
François Labande se familiarise avec les techniques de l'alpinisme auprès de l'Union nationale des centres de montagne (UNCM) et s'investit dans les grandes courses en France et en Suisse, entre autres la face sud de la Meije, le pilier Sud des Écrins et la face nord-est du piz Badile.
Mettant à profit sa formation scientifique et sa connaissance des Alpes, il prend, en 1987, la succession de Lucien Devies pour la rédaction des guides Vallot, publiant une sélection de voies du Guide du mont Blanc et une mise à jour du Guide du Haut-Dauphiné.

### Engagements
Membre fondateur de la section française de Mountain Wilderness (MW), une association internationale de protection de la montagne, François Labande se met en disponibilité de l'Éducation nationale pour faire connaître l'ONG. Il est secrétaire de la section française de 1988 à 1994 puis son président en exercice de 1995 à 2002 avant d'en devenir le président d'honneur et un de ses garants internationaux,. Dans le cadre de son engagement auprès de MW, il est l'initiateur d'actions, manifestations et débats pour défendre la montagne : projet de création d'un parc international du massif du Mont-Blanc dans les années 1990, organisation de réunions visant à la création du Comité international des associations pour la protection du Mont-Blanc (CIAPM) et à relancer le comité français de la Commission internationale pour la protection des Alpes (CIPRA). Il milite pour l'arrêt de projets d'aménagement destructeurs concernant le mont Olympe en Grèce et la zone centrale du parc national de la Vanoise. Il participe, en 1992, à la randonnée de tout l'arc alpin, TransALPedes, pour dénoncer la situation écologique, sociale et culturelle de cet espace.
Il est administrateur au titre des personnalités qualifiées du parc national des Écrins.
Membre du Groupe de haute montagne (GHM), il en dirige la revue Cimes.

### Randonneur à ski et à pied
Sur le tard, François Labande se prend de passion pour la randonnée à ski, s'essayant même au ski de pente raide sur des voies inédites et publiant, de 1996 à 2007, plusieurs guides sur le sujet. Il se met également à pratiquer la randonnée pédestre, laquelle lui inspire de nouveaux guides publiés de 2002 à 2006.

### Photographe
Pour illustrer les voies décrites dans ses guides et topos, François Labande est devenu photographe de la montagne, accumulant, au cours de ses activités, une collection de clichés de grande qualité.

## Prises de position
Dans son ouvrage Sauver la montagne, publié en 2004, François Labande relate la « Transalpine tibétaine », une marche de soutien à la cause tibétaine à travers les Alpes françaises, de Nice à Genève, du 9 juillet au 25 août 2000.
Selon la revue Passion Montagne, François Labande « milite pour une montagne pure, sans artifice et défend une position très claire sur le ski héliporté ou encore les via ferrata ». Considérant que la montagne est un terrain d'aventure qu'il faut préserver pour les générations à venir, il s'inquiète des dégradations qu'elle subit du fait des constructions et aménagements touristiques.

## Mort
François Labande meurt le 20 mars 2025 à Briançon. Ses obsèques ont lieu à Gap le 26 mars.

## Œuvres

### Topos-guides

#### Alpinisme
- Grandes courses, Arthaud, Paris, 1980, Coll. « Altitudes »
- Cent sommets, Arthaud, Paris, 1992
- La Chaîne du Mont-Blanc : Guide Vallot. Sélection de voies, t. 1 : À l'ouest du col du Géant, Éditions Arthaud, 1987
- La Chaîne du Mont-Blanc : Guide Vallot. Sélection de voies, t. 2 : À l'est du col du Géant, Éditions Arthaud, 1987
- Guide du Haut-Dauphiné : Massif des Écrins, t. 1 : Partie nord : Râteau, Soreiller, Meije, Grande Ruine, Éditions de l'envol, 1995
- Guide du Haut-Dauphiné : Massif des Écrins, t. 2 : Partie est : Écrins, Ailefroide, Pelvoux, Roche Faurio, Combeynot, Agneaux, Clouzis, Éditions de l'envol, 1996
- Guide du Haut-Dauphiné : Massif des Écrins, t. 3 : Partie sud : Bans, Sirac, Olan, Muzelle, Rouies, Vallon des Étages, Arias, Éditions de l'envol, 1998

#### Ski de randonnée
- Ski sauvage, Arthaud, Paris, 1983
- Ski de randonnée Haute-Savoie, Mont-Blanc - 170 itinéraires de ski-alpinisme, Guide Artou, Olizane, 1990 (rééd. 2007)
- Ski de randonnée Haut Valais, Guide Artou, Olizane, 1996 (rééd. 2008)
- Ski de randonnée Valais central, Guide Artou, Olizane, 2002
- avec G. Sanga, Ski de randonnée Ouest-Suisse, Guide Olizane Sport, Olizane, 2004

#### Randonnée à pied
- Randonnée pédestre Haute-Provence - 108 itinéraires de tous niveaux, Guide Olizane Sport, Olizane, 2004
- Randonnée pédestre Provence méridionale et Côte d'Azur - 110 itinéraires d'une journée Guide Olizane Sport, Olizane, 2002
- Randonnée pédestre dans le Parc National des Écrins, Olizane, 2006
- Dans les montagnes de Suisse romande : 100 itinéraires de randonnée pédestre du Jura aux Alpes Guide Olizane Sport, Olizane, 2003 (rééd. 2007)

### Ouvrages de réflexion, romans
- Sauver la montagne, Olizane, 2004  (ISBN 2-88086-325-2) (primé au Salon international du livre de montagne de Passy en 2005)[11]
- La Tempête du désert blanc, roman, Horizon, Gémenos, 2004
- La Clé dans le parfum, roman écologique sur Marseille  (ISBN 978-2-7466-2617-1), 2010
- Traces écrites, éditions Guérin, Chamonix, 2011  (ISBN 978-2-35221-046-7)
- La Saga des Écrins, éditions Guérin, Chamonix, 2014  (ISBN 978-2-35221-090-0)
- La Ligne d'horizon, roman thème alpinisme  (ISBN 978-2-36142-103-8), 2016
- L'Échelle de l'espoir, roman  (ISBN 978-2-36142-170-0), 2020[12]

## Récompenses et distinctions
- Chevalier de la Légion d'honneur (1999)[13].